# Macroplaza

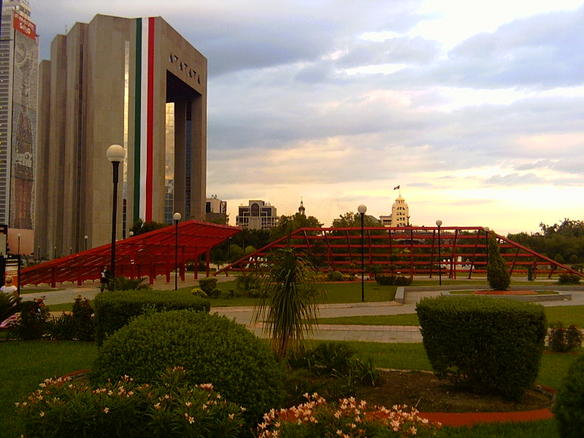
Macroplaza

La Macroplaza ou la Grande Place (Gran Plaza) est une place de la ville de Monterrey, au Mexique. La place est la partie centrale de Monterrey et occupe 40 hectares, qui font d'elle la quatrième plus grande place du monde.
On y trouve des commerces, centres de loisirs, promenades et espaces verts avec les anciens monuments et édifices coloniaux qui contrastent avec les constructions nouvelles. Le monument le plus remarquable est le Phare du Commerce (Faro del Comercio), monument de 70 mètres de haut et qui est équipé dans sa partie supérieure un rayon laser qui illumine le ciel de la ville durant la nuit.
La place a été construite au début des années 1980, par l'initiative du gouverneur de l'état du Nuevo Léon, Alfonso Martínez Domíngez. La construction de la Macroplaza a nécessité la démolition de nombreux vieux bâtiments et habitations, ainsi qu'un célèbre cinéma de Monterrey. 

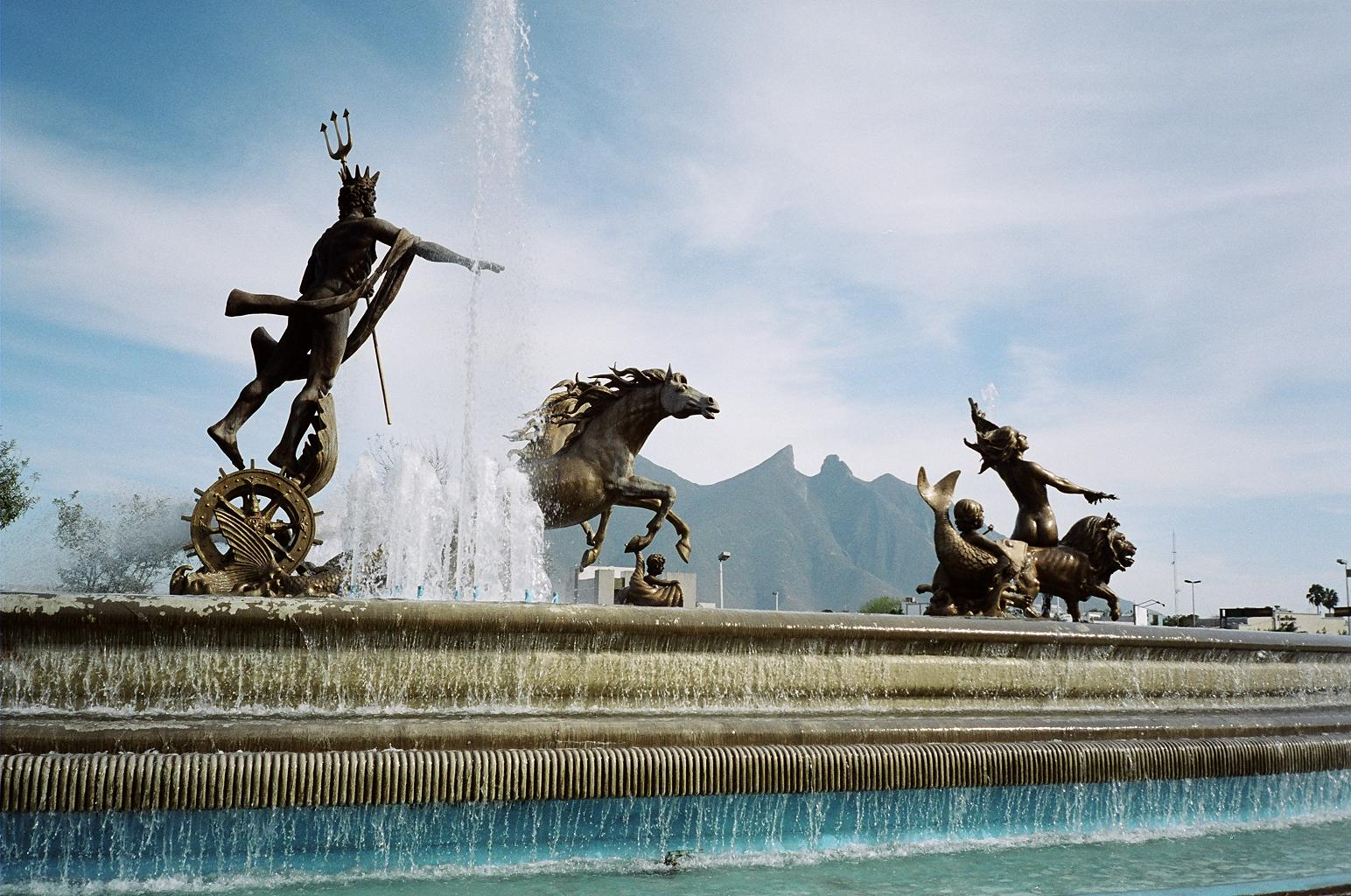
Fontaine de Neptune